# 小行星4252
小行星4252（4252 Godwin）是一颗绕太阳运转的小行星，为主小行星带小行星。该小行星于1985年9月发现。

## 轨道参数
小行星4252的轨道半长轴为2.6525750 UA，离心率为0.141。